# 车工

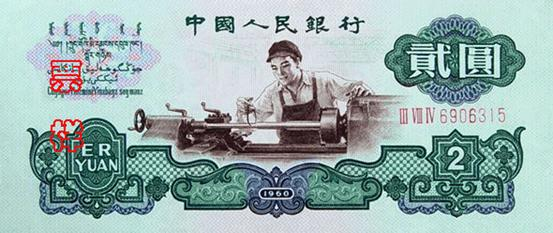
第三套人民币上的车工形象

车工，是机械工业中专职操作车床的工种，是机械工业的一个常见的工种。车床常用来加工各旋转工件和带有螺纹的工件。一个合格的车工应能独立完成从来料检测、图纸阅读、制定工艺、完成加工的整个过程；并掌握所需的公差与配合概念，具有识图能力，熟悉金属切削原理与刀具，能根据需求制定车削工艺、刃磨刀具，熟悉车床操作、并能根据要求选择合适的工量夹具等技能。